# Lisa Willis
Lisa Camille Willis (Long Beach, 13 giugno 1984) è un'ex cestista e allenatrice di pallacanestro statunitense, professionista nella WNBA.

## Carriera
È stata selezionata dalle Los Angeles Sparks al primo giro del Draft WNBA 2006 (5ª scelta assoluta).
Con gli Stati Uniti ha disputato le Universiadi di Smirne 2005.

## Palmarès
- Migliore tiratrice da tre punti WNBA (2008)